# Exocentrus mindanaoensis
Exocentrus mindanaoensis là một loài bọ cánh cứng trong họ Cerambycidae.